# Francisco Fadul
Francisco José Fadul (15 de Dezembro de 1953) é um político da Guiné-Bissau que foi Primeiro Ministro de 3 de Dezembro de 1998 a 19 de Fevereiro de 2000. Liderou o Partido Unido Social Democrático (PUSD), um dos principais partidos políticos do país, de 2002 a 2006.
Em maio de 2007 fundou o partido Partido para a Democracia, Desenvolvimento e Cidadania (PADEC).